# ケビン・ノックス
ケビン・デボン・ノックス2世（Kevin Devon Knox II, 1999年8月11日 - ）は、アメリカ合衆国・アリゾナ州フェニックス出身のプロバスケットボール選手。NBAのゴールデンステート・ウォリアーズに所属している。ポジションはパワーフォワードまたはスモールフォワード。

## 経歴

### カレッジ
フロリダ州タンパ・カトリック高等学校卒業後、ケンタッキー大学でシェイ・ギルジャス＝アレクサンダーらと共に活躍し、1年間だけ在籍した後、2018年のNBAドラフトにアーリーエントリーすることを表明した。

### ニューヨーク・ニックス
2018年のNBAドラフトにて1巡目全体9位でニューヨーク・ニックスから指名され、7月5日にニックスとの契約に合意した。
2018-19シーズン、2019年1月13日のフィラデルフィア・76ers戦でキャリアハイとなる31得点を記録した。負傷欠場のロンゾ・ボールに代わってライジング・スターズ・チャレンジに出場した。このシーズンは75試合に出場して平均12.8得点、4.5リバウンド、1.1アシストを記録した。
2019-20シーズンは65試合に出場したが、シーズン平均6.4得点、2.8リバウンド、0.9アシストと大幅に成績を落とした。

### アトランタ・ホークス
2022年1月13日にキャム・レディッシュ、ソロモン・ヒル、ドラフト2巡目指名権とのトレードで、ドラフト1巡目指名権と共にアトランタ・ホークスへ移籍した。

### デトロイト・ピストンズ
2022年8月2日にデトロイト・ピストンズとの2年契約に合意した。

### ポートランド・トレイルブレイザーズ
2023年2月9日に4チームが絡む大型トレードでポートランド・トレイルブレイザーズへ移籍した。
2023-24シーズン開幕前の2023年10月2日にブレイザーズと再契約したが、21日に解雇された。NBAGリーグのリップシティ・リミックスへ送られたが、出場はなかった。

### ピストンズ復帰
2023年11月8日に、かつて所属したピストンズと契約した。
2024年2月8日にシモーネ・フォンテッキオとのトレードで、ドラフト2巡目指名権と共にユタ・ジャズへ放出されたが、翌日に解雇された。

### リミックス復帰
3月1日にNBAGリーグのリップシティ・リミックスに再加入した。

### サンタクルーズ・ウォリアーズ
サマーリーグに参加した後、9月25日にゴールデンステート・ウォリアーズと契約を結んだが、10月19日に解雇された。同月28日に傘下のサンタクルーズ・ウォリアーズに加入した。

### ゴールデンステート・ウォリアーズ
2025年2月19日にゴールデンステート・ウォリアーズと10日間契約を結び、3月1日に2度目の10日間契約を結んだ。同月22日にウォリアーズとのシーズン終了までの契約を結んだ。

## 家族
同名の父ケビン・ノックスは元アメリカンフットボール選手で、NFLのアリゾナ・カージナルスに所属していた時期がある（公式戦出場はなし）。

## 個人成績

### NBA

#### レギュラーシーズン
| シーズン | チーム | GP  | GS | MPG  | FG%  | 3P%  | FT%  | RPG | APG | SPG | BPG | PPG  |
| -------- | ------ | --- | -- | ---- | ---- | ---- | ---- | --- | --- | --- | --- | ---- |
| 2018–19  | NYK    | 75  | 57 | 28.8 | .370 | .343 | .717 | 4.5 | 1.1 | .6  | .3  | 12.8 |
| 2019–20  | NYK    | 65  | 4  | 17.9 | .359 | .327 | .658 | 2.8 | .9  | .4  | .4  | 6.4  |
| 2020–21  | NYK    | 42  | 0  | 11.0 | .392 | .393 | .800 | 1.5 | .5  | .3  | .1  | 3.9  |
| 2021–22  | NYK    | 13  | 0  | 8.5  | .375 | .357 | .700 | 1.7 | .2  | .2  | .1  | 3.6  |
| 2021–22  | ATL    | 17  | 0  | 6.5  | .356 | .192 | .750 | 1.3 | .4  | .1  | .1  | 2.7  |
| 2022–23  | DET    | 42  | 1  | 14.1 | .469 | .371 | .741 | 3.3 | .9  | .5  | .0  | 8.5  |
| 2022–23  | POR    | 21  | 4  | 17.1 | .444 | .314 | .741 | 3.3 | .9  | .5  | .0  | 8.5  |
| 2023–24  | DET    | 31  | 11 | 18.1 | .462 | .330 | .909 | 2.4 | .7  | .4  | .2  | 7.2  |
| 2024–25  | GSW    | 14  | 0  | 5.0  | .500 | .267 | .750 | 1.2 | .4  | .1  | .3  | 3.3  |
| 通算     | 通算   | 320 | 77 | 17.5 | .393 | .340 | .723 | 2.8 | .7  | .4  | .3  | 7.3  |

#### プレーオフ
| シーズン | チーム | GP | GS | MPG | FG%  | 3P%  | FT%   | RPG | APG | SPG | BPG | PPG  |
| -------- | ------ | -- | -- | --- | ---- | ---- | ----- | --- | --- | --- | --- | ---- |
| 2021     | NYK    | 1  | 0  | 4.0 | ---  | ---  | 1.000 | 1.0 | 1.0 | .0  | 1.0 | 2.0  |
| 2022     | ATL    | 2  | 0  | 4.5 | .636 | .600 | 1.000 | 1.0 | .0  | 1.0 | .0  | 11.0 |
| 2025     | GSW    | 5  | 0  | 7.6 | .400 | .167 | .800  | 1.4 | .8  | .0  | .2  | 4.2  |
| 通算     | 通算   | 8  | 0  | 6.4 | .484 | .438 | .889  | 1.3 | .6  | .3  | .3  | 5.6  |

### カレッジ
| シーズン | チーム       | GP | GS | MPG  | FG%  | 3P%  | FT%  | RPG | APG | SPG | BPG | PPG  |
| -------- | ------------ | -- | -- | ---- | ---- | ---- | ---- | --- | --- | --- | --- | ---- |
| 2017–18  | ケンタッキー | 37 | 37 | 32.4 | .447 | .341 | .774 | 5.4 | 1.4 | .8  | .3  | 15.6 |